# NGC 5920
NGC 5920 este o astronomical radio source⁠(d) situată în constelația Șarpele. A fost descoperită în 30 martie 1887 de către Lewis A. Swift.